# جنا (آلاباما)
جنا (به انگلیسی: Jena) یک منطقهٔ مسکونی در ایالات متحده آمریکا است که در آلاباما واقع شده‌است. جنا ۶۰٫۹۶ متر بالاتر از سطح دریا قرار دارد.